# Pablo Castrillo
Pablo Castrillo Zapater (født 2. januar 2001 i Jaca) er en cykelrytter fra Spanien, der kører for Movistar Team.
Ved Vuelta a España 2024 vandt han to etaper, hvilket resulterede i at han fra 2025-sæsonen for første gang kom til et World Tour-hold, da han skrev en 3-årig kontrakt med Movistar Team.